# 琼色
瓊色（1961年2月—），男，藏族，西藏丁青人。中华人民共和国政治人物。曾任国家消防救援局局长，消防救援助理总监消防救援衔。

## 生平
歷任西藏自治區公安廳黨委委員、西藏自治區公安消防總隊政治委員，公安部消防局副局長、局機關黨委書記（武警少將警銜）。2018年，任应急管理部消防救援局局长，消防救援助理总监消防救援衔（中管正局级）。2023年1月6日，升任国家消防救援局局长。2024年3月，不再担任中华人民共和国国家消防局局长。